# Campo oposto
Campo oposto (opposite field) é um termo no beisebol que se refere à área do campo externo voltada para o batedor, que seria o campo direito para um destro e o campo esquerdo para um canhoto. Diz-se que um batedor rebate para “todos os lados” se ele manda a bola constantemente para os campos esquerdo, direito e central.
Há menos rebatedores de home runs para o campo oposto do que rebatedores de puxada, que batem a bola para o mesmo lado do seu corpo, porque fazer assim exige mais força já que o contato com a bola é feito mais tarde e o bastão está mais recuado no swing. Rebatedores de home runs para o campo oposto contemporâneos de destaque incluem Albert Pujols, Alex Rodriguez, Jim Thome e Ryan Howard.